# Kandałaksza
Kandałaksza (ros. Кандалакша, fiń. Kantalahti) – miasto w północnej części Rosji, w obwodzie murmańskim, port nad zatoką o takiej samej nazwie Kandałaksza (Morze Białe), przy ujściu Niwy, za kręgiem polarnym. Miasto uzyskało prawa miejskie w 1938 r. Liczy 28.438 mieszkańców (2023).
Znajduje się tu dyrekcja Rezerwatu Kandałakszańskiego.
W mieście rozwinął się przemysł rybny, drzewny oraz metalowy.

## Historia
Osada istnieje od XI wieku. W XIII w. wraz z południową częścią Półwyspu Kolskiego została włączona do Republiki Nowogrodzkiej. W 1478 r. przyłączona do Wielkiego Księstwa Moskiewskiego. W 1915 r. rozpoczęto budowę portu morskiego, a w 1918 r. otwarto przebiegającą przez miasto linię kolejową łączącą Moskwę z Murmańskiem.

## Współpraca
- Kemijärvi, Finlandia
- Piteå, Szwecja